# Станіслав Єжи Коморовський
Станіслав Єжи Коморовський (пол. Stanisław Jerzy Komorowski; 18 грудня 1953, Варшава, Польща — 10 квітня 2010, Смоленськ, Росія) — польський державний діяч, дипломат і фізик. Був послом Польщі у Нідерландах, потім у Великій Британії. Заступник міністра національної оборони та заступник міністра закордонних справ. Загинув в авіакатастрофі у Смоленську.

## Біографія
Народився у Варшаві. Батьки — Хенрік та Віолетта Коморовські. Навчався у Лиманівській середній школі у Жолібожі (районі Варшави). Вивчав фізику на фізичному факультеті Університету Варшави у 1972—1977 роках, і закінчив його 11 березня 1978 року зі спеціальністю біофізика. Магістерську роботу, присвячену магнітному резонансу, писав під керівництвом професора Давида Шугара.
У 1985 році йому було присуджено ступінь доктора наук у галузі фізичної хімії за його роботу в галузі фотоакустики.
У 1978—1990 роках працював в Інституті фізичної хімії Польської академії наук.
У 1986 році і протягом півроку (1989—1990) — науковий співробітник кафедри хімії в Університеті штату Юти в лабораторії професора Едварда Ейрінга (США).

## Дипломат
С. Коморовського, який не мав досвіду дипломатичної діяльності, прийняв на роботу до Міністерства закордонних справ Кшиштоф Скубішевський, тоді міністр, який прагнув відтворити дипломатичну службу в Польщі, після зміни режиму в 1989 році.
У 1991 році був призначений начальником відділу та директором управління кадрів Міністерства закордонних справ Польщі.
1991 року — заступник директора Департаменту людських ресурсів МЗС Польщі.
У 1991—1992 роках — заступник директора Департаменту Європи МЗС Польщі.
1992—1994 років — директор департаменту Європи МЗС Польщі.
У 1994—1998 роках — Надзвичайний і Повноважний Посол Польщі в Нідерландах.
У 1998—1999 роках — директор секретаріату міністра закордонних справ Польщі.
У 1999—2004 роках — Надзвичайний і Повноважний Посол Польщі у Великій Британії. Він відіграв свою роль за лаштунками дипломатичних подій, які призвели до прийняття Польщі до НАТО, а також до Європейського союзу. Він був одним із польських дипломатів «нової хвилі», які з'явилися разом із новим демократичним урядом Польщі після угоди польського круглого столу (Rozmowy Okrąglego Stolu).
У 2004—2005 роках — директор департаменту Азії та Тихого океану.
З 10 листопада 2005 року по 9 жовтня 2006 року — заступник міністра закордонних справ Польщі.
З 26 листопада 2007 року по 10 квітня 2010 року — заступник міністра національної оборони Польщі. У міністерстві оборони відповідав за іноземні справи і серед інших завдань вів переговори про розгортання в Польщі американської системи протиракетної оборони.

## Інтереси та особисте життя
Він захоплювався лижним спортом, був лижним інструктором та тенісистом. В університетські роки він був активним членом асоціації лижного спорту (його батько був членом Міжнародної федерації лижного спорту), і у шкільні роки він катався на лижах із представниками Клубу католицької інтелігенції.
Іншим його захопленням були парки та сади, і протягом короткого часу у 1990 році у нього був невеликий садовий бізнес із дружиною Марією Коморовською. Пізніше, наприкінці його життя, він відновив сад на дачі Комарівських Дзизаванна на околиці Варшави.
Іншою його пристрастю була французька культура (студентом він проводив відпустку у Франції).
Він був одружений тричі і мав трьох синів — Кароля та Мацея від шлюбу з Ірен Коморовською та Єжи від шлюбу з Марією Коморовською.